# Antônio Herculano de Sousa Bandeira
Antônio Herculano de Sousa Bandeira (Recife, 13 de abril de 1813 — Recife, 30 de novembro de 1884) foi um jurista, advogado e professor brasileiro.

## Biografia
Formado pela Faculdade de Direito de Olinda em 1838,  tendo sido contemporâneo de Teixeira  de Freitas (turma de 1837) e de Cândido Mendes (turma de 1839).
Foi catedrático da Faculdade de Direito do Recife. Membro do Partido Liberal, deputado provincial entre 1848 e 1849 e, posteriormente, deputado geral da 12ª legislatura, simpatizante da Revolução Praieira. Foi também coordenador e editor do livro Reforma eleitoral - eleição direta, que reunia textos de autores como o general José Inácio de Abreu e Lima e defendia a reforma eleitoral, que consistia na extinção do colégio eleitoral e eleição direta dos membros da Câmara dos Deputados. 
Em 1878 foi diretor da Biblioteca Pública do Estado de Pernambuco.
Foi casado com Maria Cândida de Sousa Bandeira, cujo sobrenome de solteira era Lins de Albuquerque, falecida aos 49 anos, em 23 de fevereiro de 1882, filha de Cândida Esméria Lins de Albuquerque e de Diogo Soares de Albuquerque, e, portanto, irmã de Manuel Clementino Carneiro da Cunha, que governou as províncias da Paraíba, do Amazonas e de Pernambuco. Seu filho João Carneiro de Sousa Bandeira traçou seu perfil biográfico no livro Evocações e outros escritos. O famoso escritor e poeta Manuel Bandeira (1886-1968) era seu neto. Seu filho Antônio Herculano de Sousa Bandeira Filho governou a Paraíba e Mato Grosso.
Faleceu por conta de uma hemorragia cerebral e seu corpo foi sepultado no Cemitério de Santo Amaro, em Recife